# Filippo Barigioni

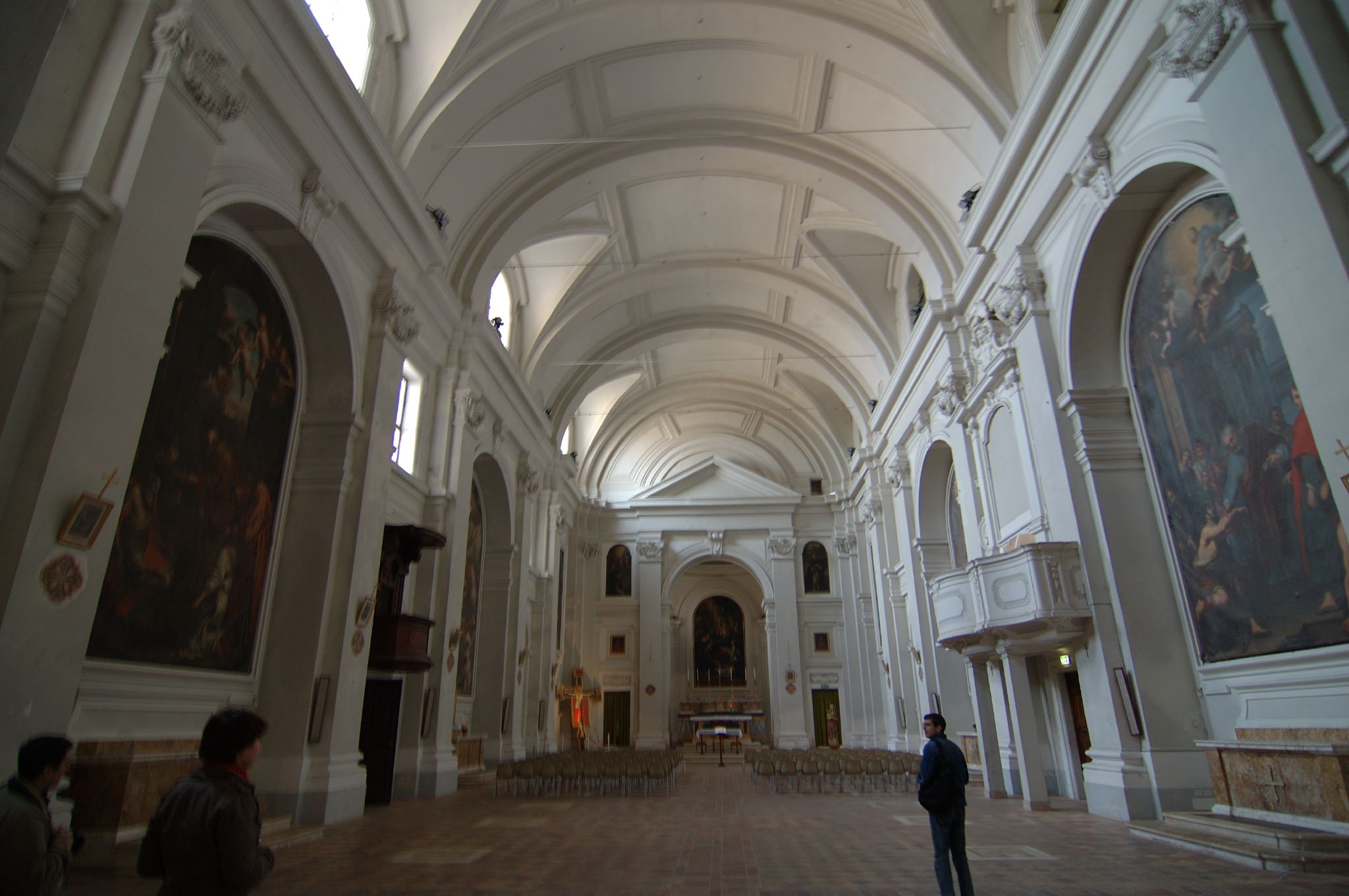
Interior de la iglesia de San Domenico en Urbino (F. Barigioni).

Filippo Barigioni (Roma, 1672 a 1753) fue un arquitecto italiano del Barroco.
Discípulo de Carlo Fontana, Barigioni trabajó también con Alessandro Specchi en la capilla Albani de San Sebastián Extramuros. Restauró en 1711 una fuente de Giacomo della Porta para colocar el Obelisco del Panteón.
En 1734 supervisó la construcción de la estatua de Marforio en el Palacio Nuevo, en la Plaza del Campidoglio. En 1740 Barigioni realizó la restauración de la iglesia barroca de San Marcos, considerada por Paolo Portoghesi «la más feliz restauración basilical» de Roma del siglo XVIII, por el refuerzo de los soportes de la antigua nave con pilastras que no abarcan las preciosas columnas antiguas, pero que se acercan a ellas, dando la impresión de ser casi compatibles. Muy interesante es también la decoración en estuco de los frescos de la escuela de Pietro da Cortona. También en 1740 reconstruyó la iglesia de San Francesco de Urbino, después de que algunos años antes, hubiese restaurado la iglesia de San Domenico en la misma ciudad.
Un trabajo menor fue la pequeña fachada de la iglesia de San Gregorio della Divina Pietà de Roma (1729), mientras que decididamente más solemne es el proyecto para el monumento a María Clementina Sobieski en la Basílica de San Pedro de la Ciudad del Vaticano, en colaboración con Pietro Bracci (1739-1742) y caracterizada por la elegante caída de una gran tela, realizada en jaspe.
Fuera de Roma, Filippo Barigioni construyó las catedrales de Jesi y Ronciglione, el ayuntamiento de Vetralla, un acueducto y una fuente en Ronciglione, el monumento Caracciolo en la catedral de Aversa (con Paolo Posi) y el altar de la Beata Michelina en San Francisco en Pesaro.

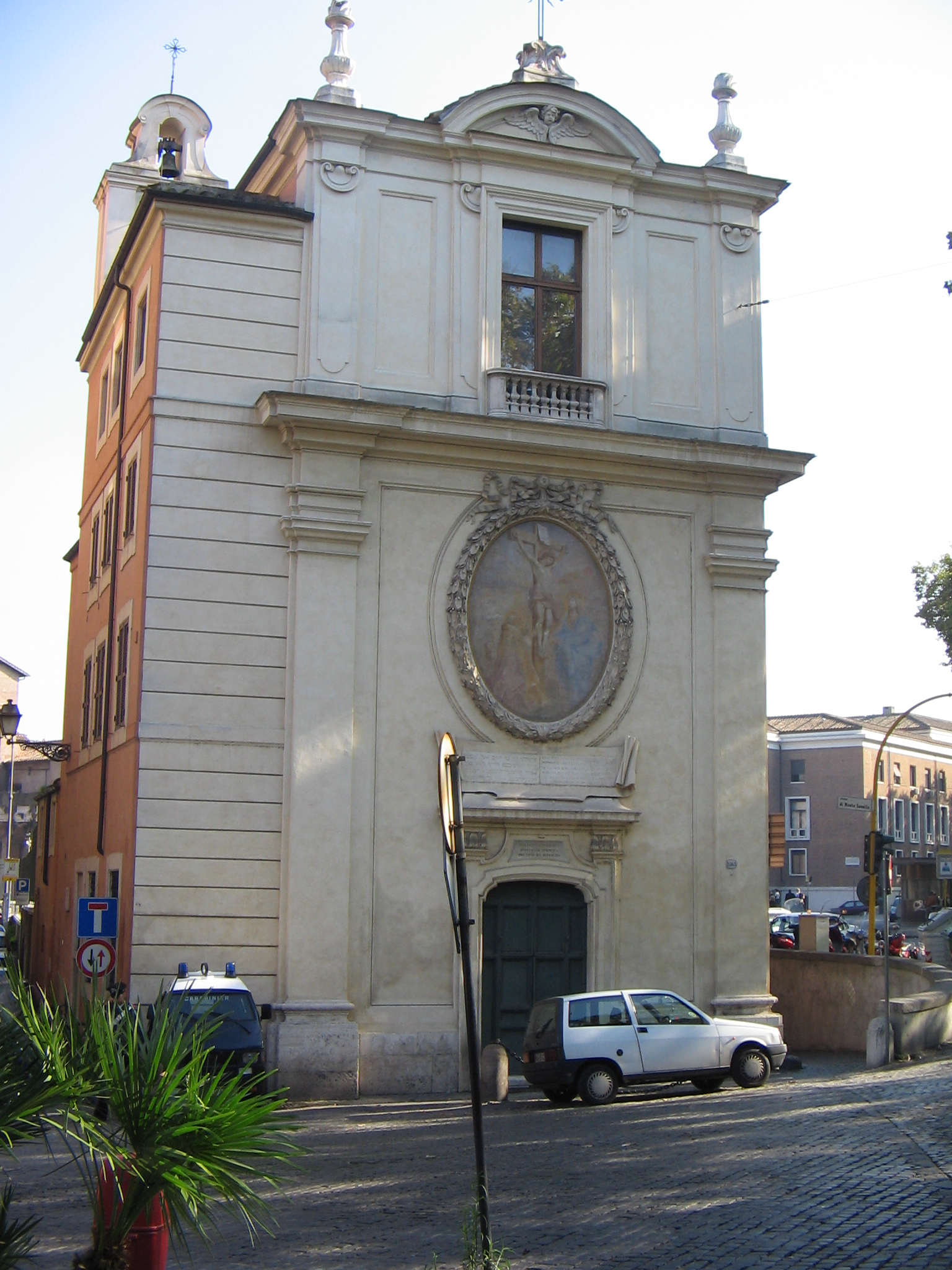
Iglesia de San Gregorio della Divina Pietà.(F. Barigioni).
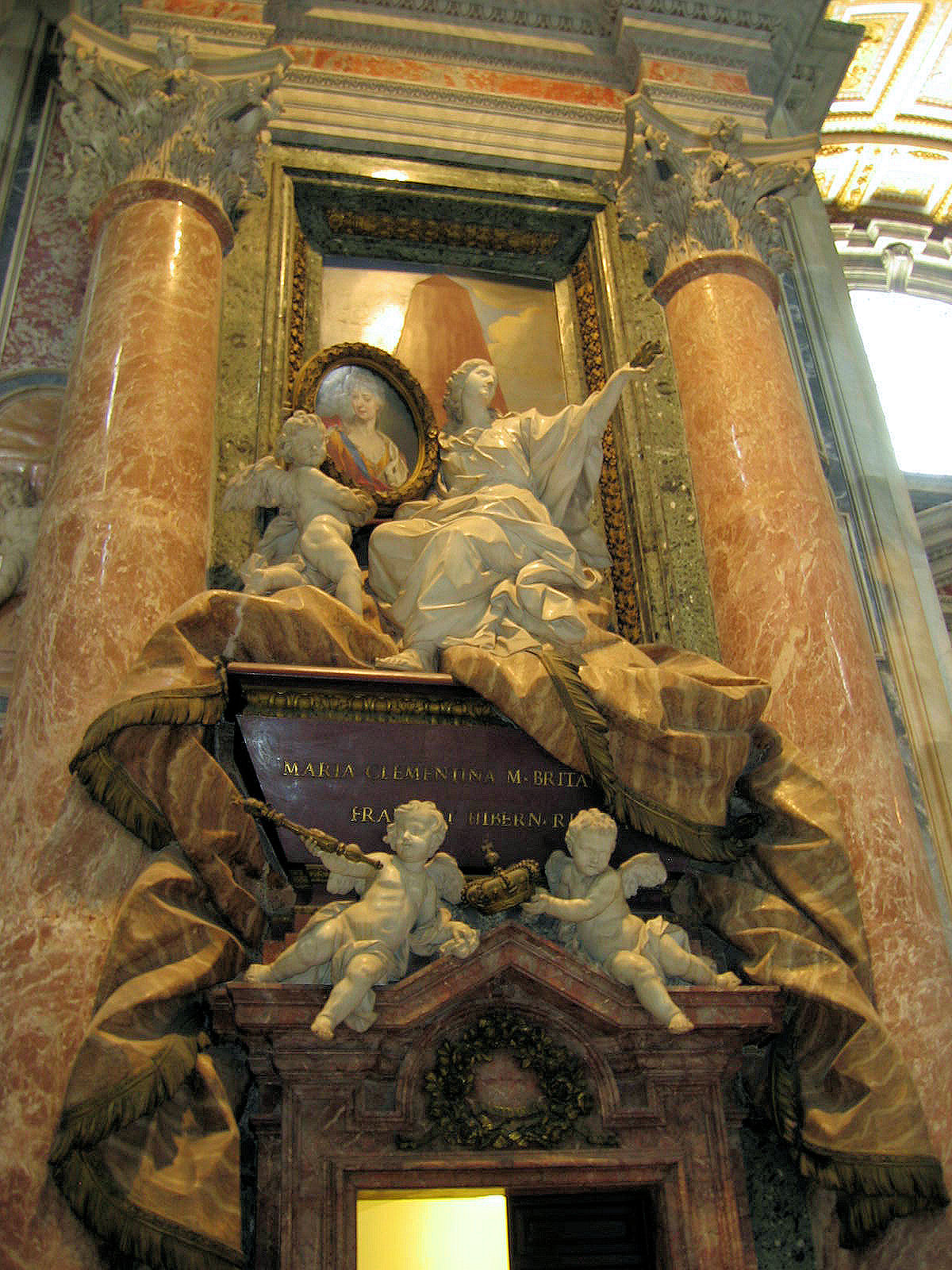
Monumento a Maria Clementina Sobieski (F. Barigioni y Pietro Bracci.)
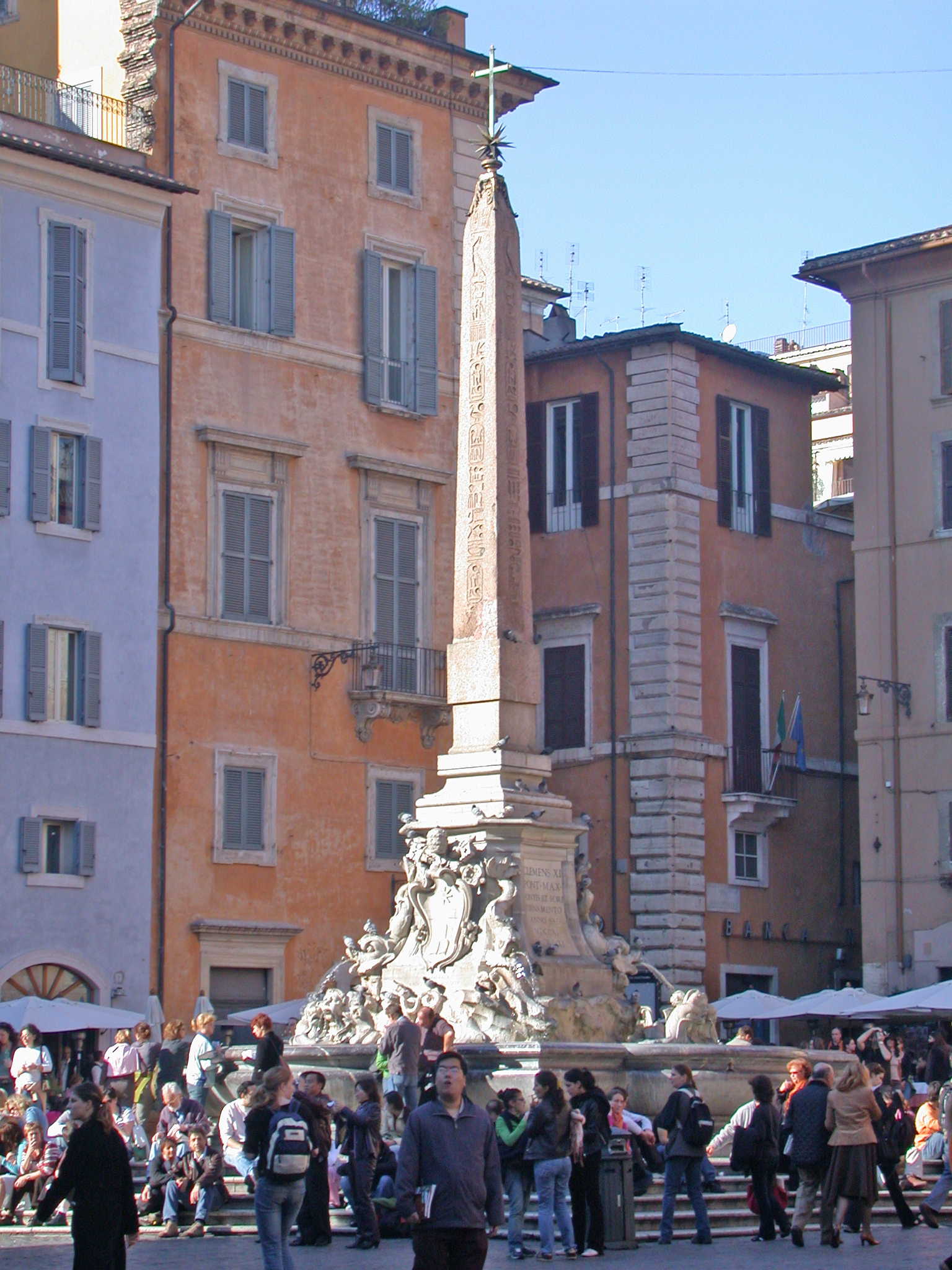
Obelisco del Panteóon (F. Barigioni).